# Фосса
Фо́сса (лат. Cryptoprocta ferox) — хищное млекопитающее из семейства мадагаскарских виверр. Является единственным современным представителем рода Cryptoprocta.

## Внешний вид
Фосса — самое крупное хищное млекопитающее острова Мадагаскар. Её доисторический родственник Cryptoprocta spelea достигал размеров оцелота (17—20 кг).
Вид фоссы очень своеобразен. Внешне она несколько напоминает ягуарунди и длительное время причислялась к семейству кошачьих.

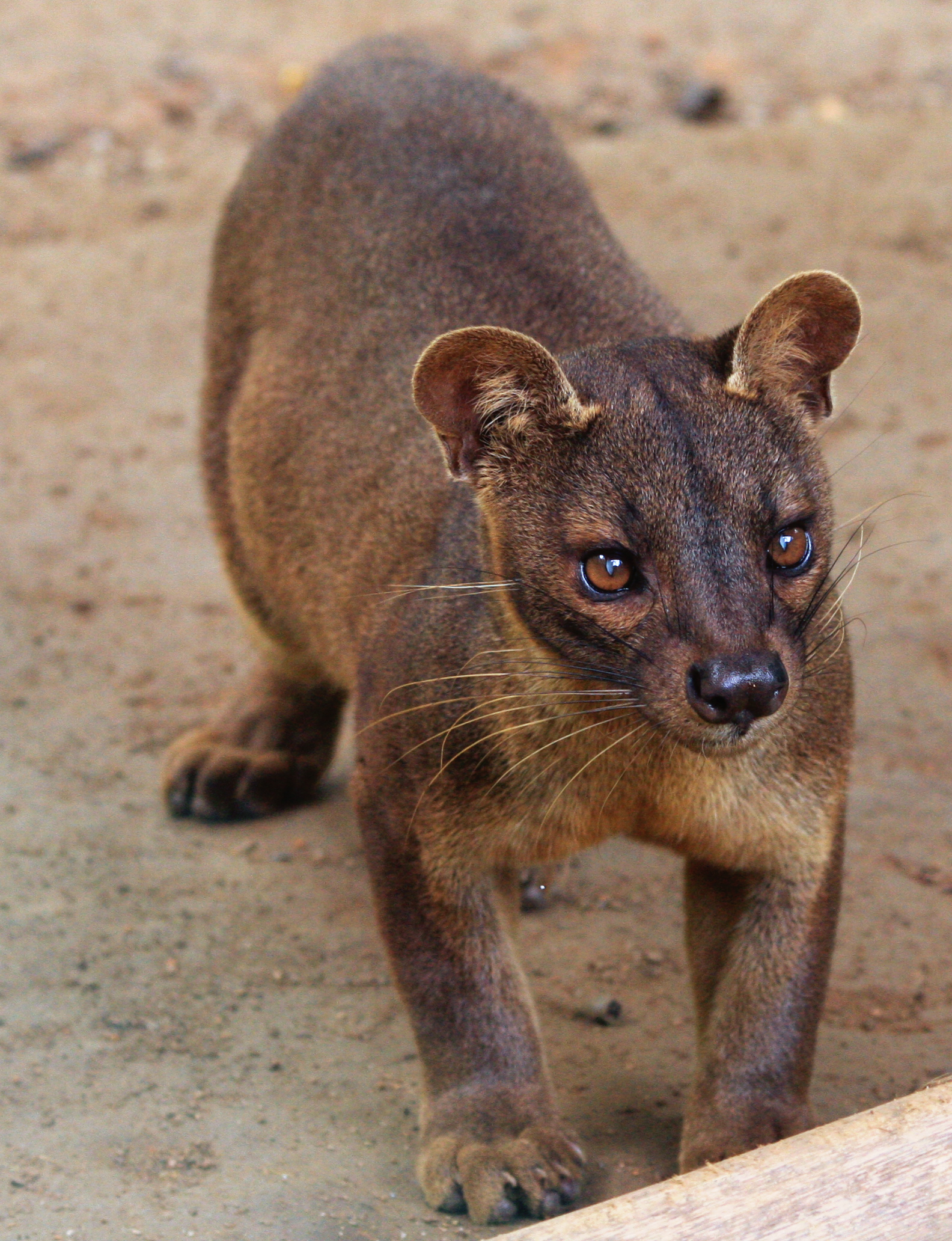

Длина её тела до 61—80 см, высота в холке до 37 см, длина хвоста часто равна длине туловища — до 65 см. Масса — 7—12 кг. Тело у фоссы массивное и плотное, удлиненное. Ноги сравнительно длинные, с короткими острыми полувтяжными когтями, похожими на кошачьи. Задние ноги выше передних. При ходьбе фосса, как правило, ступает всей подошвой, подобно медведю. Морда фоссы короткая, лоб широкий, уши крупные, округлые, вибриссы очень длинные. В целом, по сравнению с телом её голова кажется маленькой, а шея длинной. Зубов у неё — 32—36; хорошо развиты клыки и хищные зубы, а верхние коренные, напротив, почти исчезли.
Шерсть у фоссы короткая, гладкая и мягкая. Окрас — ровный, ржаво-коричневый, порой с серым оттенком на спине; брюхо светлее. Хвост покрыт волосами такой же длины, что и на туловище. Нередко встречаются чёрные особи. Фосса имеет анальные и препуциальные железы, выделяющие секрет со специфическим сильным запахом. Своё научное название, Cryptoprocta, она получила за наличие анальной сумки: др.-греч. κρυπτός «скрытый» и πρωκτός «задний проход».
Несмотря на обширный ареал, подвидов и рас фоссы не выделено.

Описание фоссы из книги «Жизнь животных» Альфреда Брема:
Фосса служит переходом от кошек к виверрам. По общему виду, устройству морды и втягивающимся когтям её можно было бы отнести к семейству кошек, но яйцевидные уши, более длинные, нежели у кошек, усы, особые железы под хвостом, сближает фоссу с виверрами.

## Этимология
Видовое название ferox — это латинское прилагательное «свирепый» или «дикий». Общеупотребительное название происходит от малаг. fosa [ˈfusə̥], которое исследователи переняли в национальные языки.
Слово похоже на posa («кошка») на ибанском языке с Калимантана, и оба термина могут происходить из торговых языков 1600-х годов. Однако альтернативная этимология предполагает связь с другим словом, которое происходит от малайск. pusa «малайская ласка» (Mustela nudipes). Малайское слово pusa могло превратиться в posa для обозначения кошек на Борнео, а на Мадагаскаре это слово могло превратиться в fosa для обозначения местного животного.

## Образ жизни и питание
Фосса распространена по всему Мадагаскару, кроме центрального горного плато.
Это единственный вид мадагаскарских хищников, который проводит часть жизни на открытых пространствах. Логова фосс расположены в лесах, но в поисках пищи они забредают и в саванну. В гористых местностях поднимается до 2000 м над уровнем моря. Активна преимущественно ночью, но на охоту выходит и в сумерках. В дневное время прячется в пещерах и других естественных укрытиях. Известны норы фосс, устроенные в брошенных термитниках, а также вырытые ими норы. Часто прячутся на развилках деревьев.
Фоссы — главные хищники Мадагаскара. Их рацион состоит из мелких млекопитающих, птиц, рептилий, амфибий и насекомых. Часто нападают на лемуров, которых могут преследовать по деревьям. Пойманное животное фосса умерщвляет, удерживая передними лапами и кусая в затылок, причем иногда уничтожает больше животных, чем может съесть. Этим фоссы, часто разоряющие курятники, снискали себе дурную репутацию среди местного населения.
Фоссы — полудревесные животные, способные прыгать с ветки на ветку (хотя преодолевать расстояния длиннее 50 м они предпочитают по земле). Взбирается на деревья фосса с помощью лап и хвоста. При подъёме она движется по стволу, широко расставив передние лапы и подтягивая под брюхо задние, которые, затем распрямляясь, продвигают её вперед. При спуске всё наоборот: расставленные задние лапы играют роль тормоза, а передние подгибаются. Они очень подвижны и этим напоминают обычных белок.

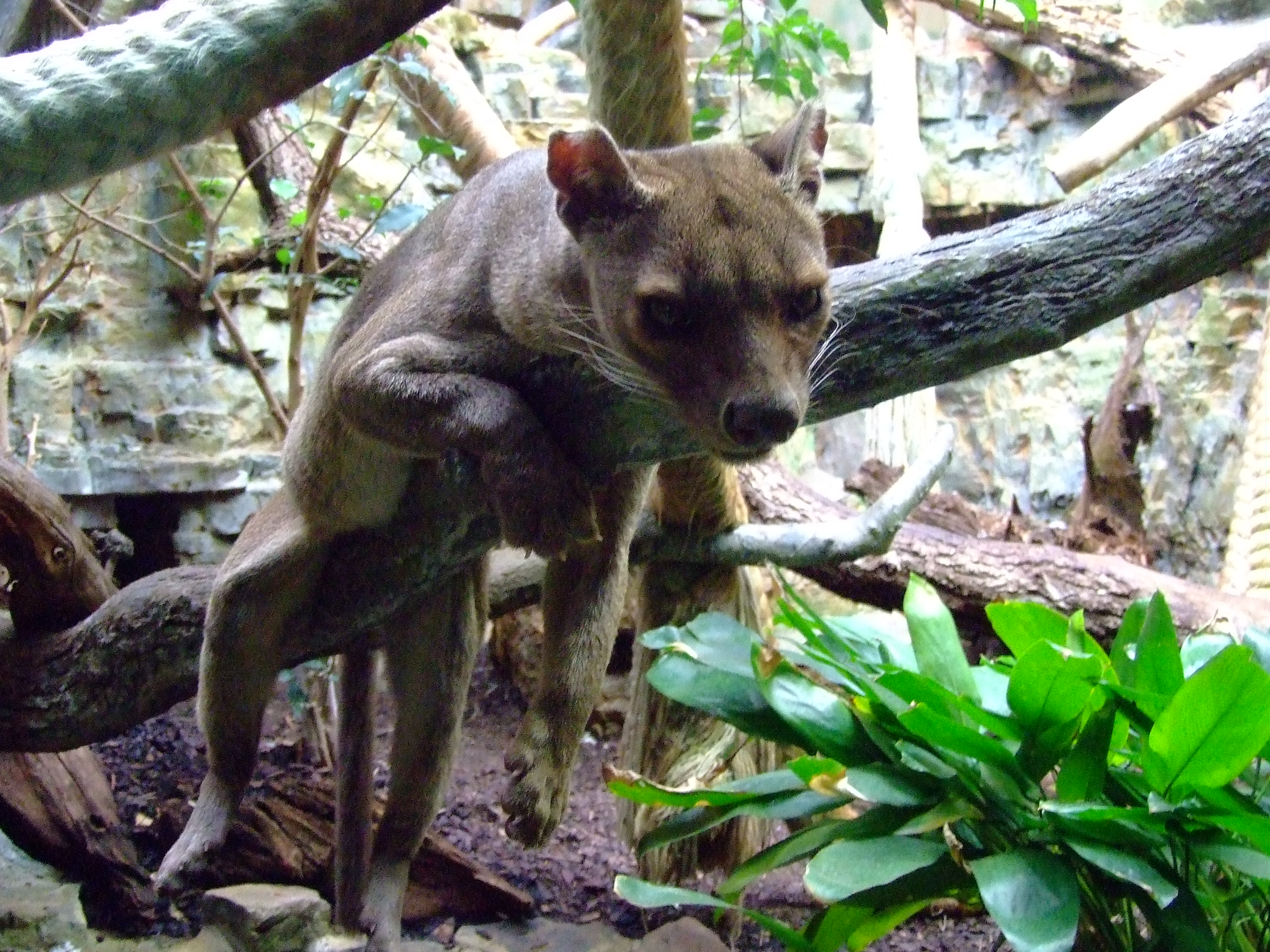

Образ жизни ведут одиночный — каждая фосса занимает участок около 1 км². Территорию они метят выделениями желёз. Среди фантастических рассказов мальгашей о фоссах есть и такой: они будто бы не только нападают на курятники, но и способны убивать птиц одним только отвратительным запахом анальных желез.
Голос фоссы напоминает кошачий: они способны издавать угрожающее урчание, переходящее в протяжное «мяу»; котята мурлыкают.

## Размножение
Фоссы преимущественно одиночны, однако во время течки (сентябрь—октябрь) вокруг одной самки собирается по 3—4 самца. В брачный период фоссы теряют обычную осторожность и становятся агрессивными, принимая угрожающие позы и устраивая схватки, во время которых каждый самец пытается укусить соперника. Спаривание происходит на земле или на горизонтальной ветке и продолжается до 165 минут.
Детёныши (котята) рождаются после трёхмесячной беременности — в декабре—январе. В отличие от других мадагаскарских хищников, самка фоссы рождает 2—4 котёнка (остальные — только одного). При рождении котёнок фоссы весит около 100 г; он беспомощен, слеп и беззуб, покрыт густой светло-серой шерстью. Самка, очевидно, занимается потомством в одиночку. На 12—15-й день детёныши прозревают; в возрасте 2 месяцев уже лазают по ветвям, а в 3,5 месяца способны перепрыгивать с ветки на ветку. Мать кормит их молоком до 4—4,5 месяцев, хотя к тому времени они уже начинают есть мясо. В возрасте 15—20 месяцев они покидают мать, хотя взрослого размера и половой зрелости достигают только к 4 годам.
Продолжительность жизни фоссы в неволе — до 17—20 лет.

## Статус популяции и охрана
В природе у фоссы практически нет естественных врагов; в уменьшении её численности виноваты в основном люди, истребляющие фосс как вредителей. У неё преувеличенно скверная репутация свирепого хищника — считается, что она не только разоряет курятники, но и уничтожает свиней, коз и якобы даже убивает людей.
В 2000 году статус фоссы в международной Красной Книге был изменён с «уязвимый вид» на «вымирающий», поскольку по оценкам их осталось не более 2500 взрослых особей. В 2008 году возвращен статус «уязвимого вида».

## Галерея

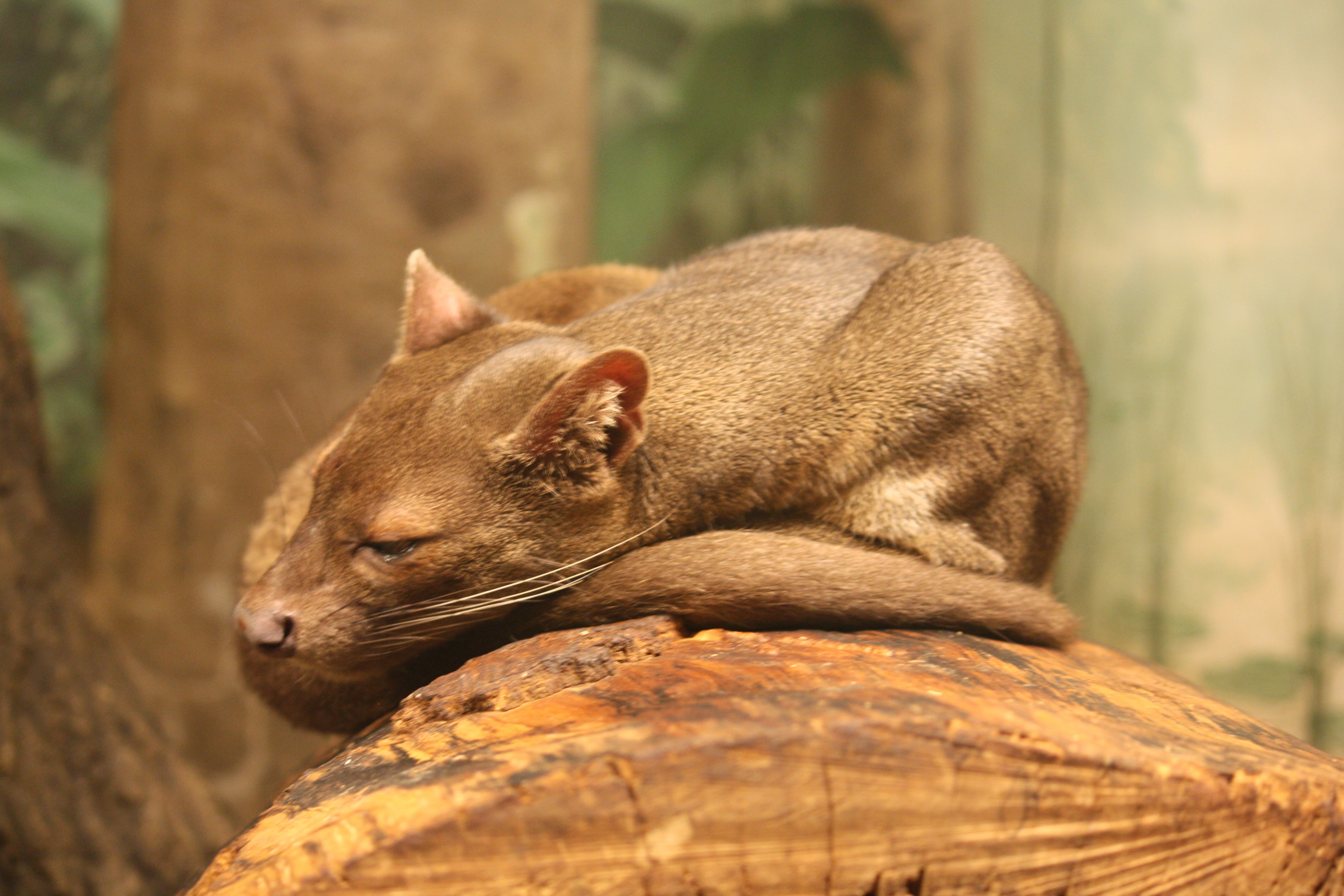
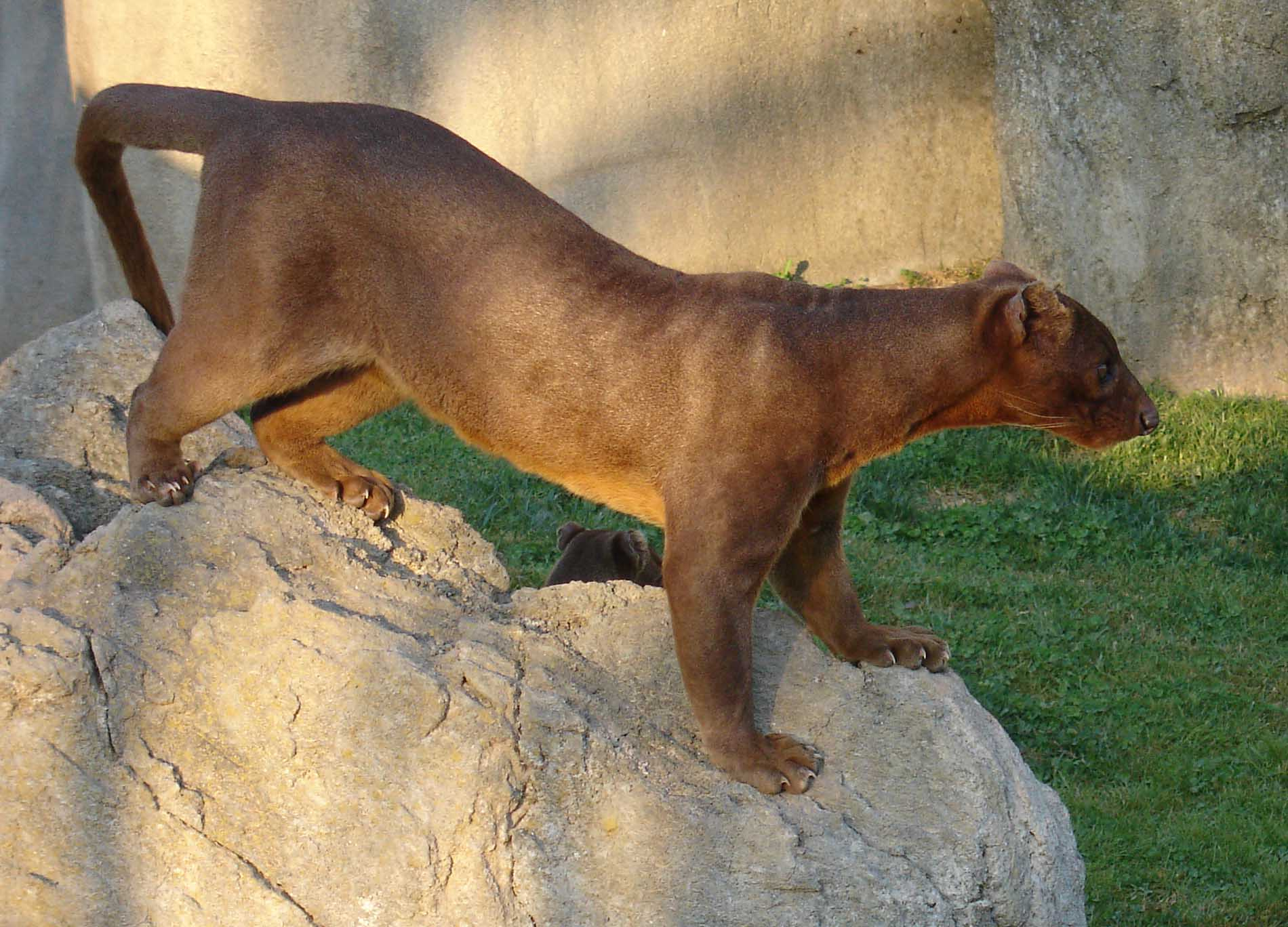
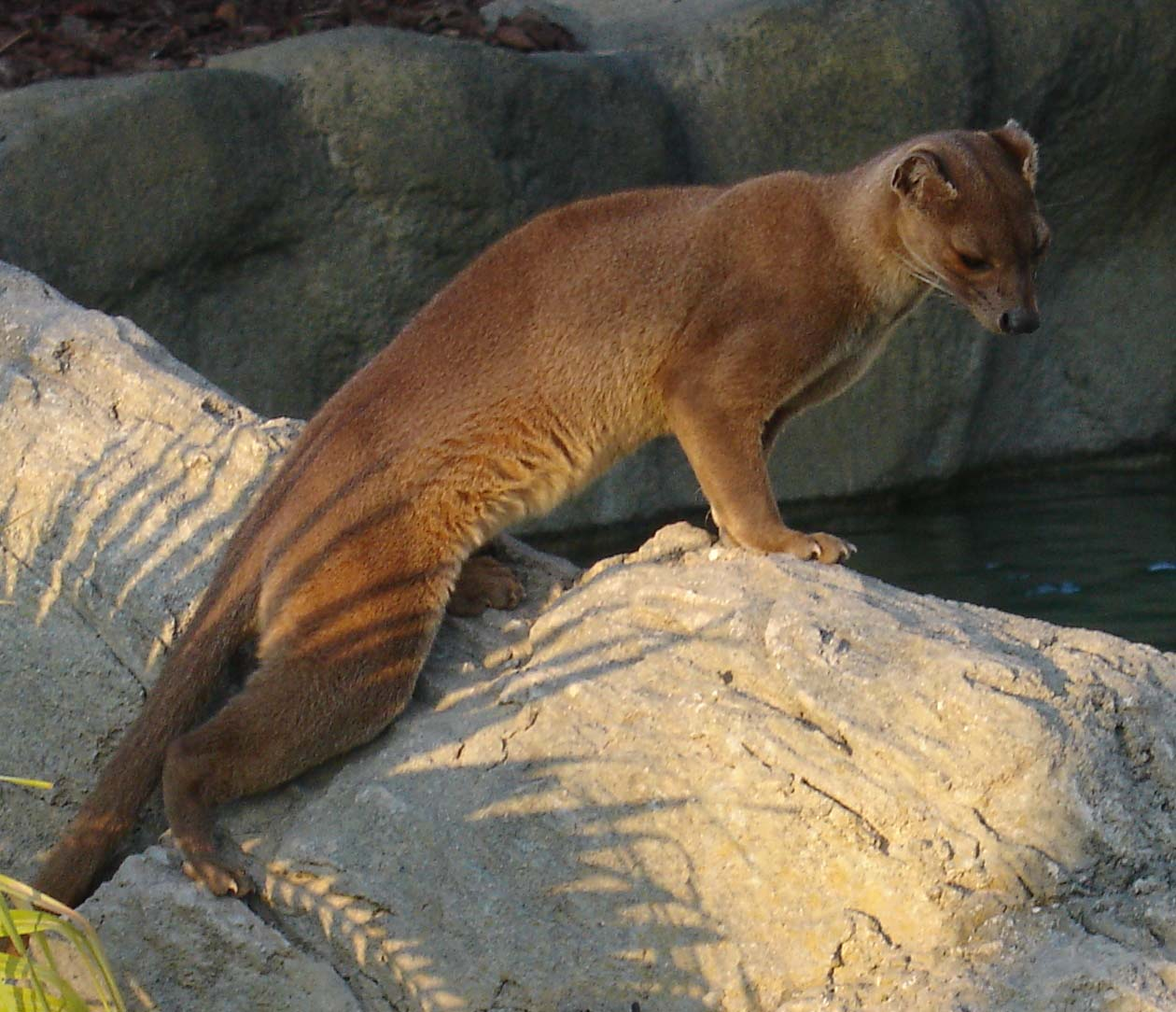
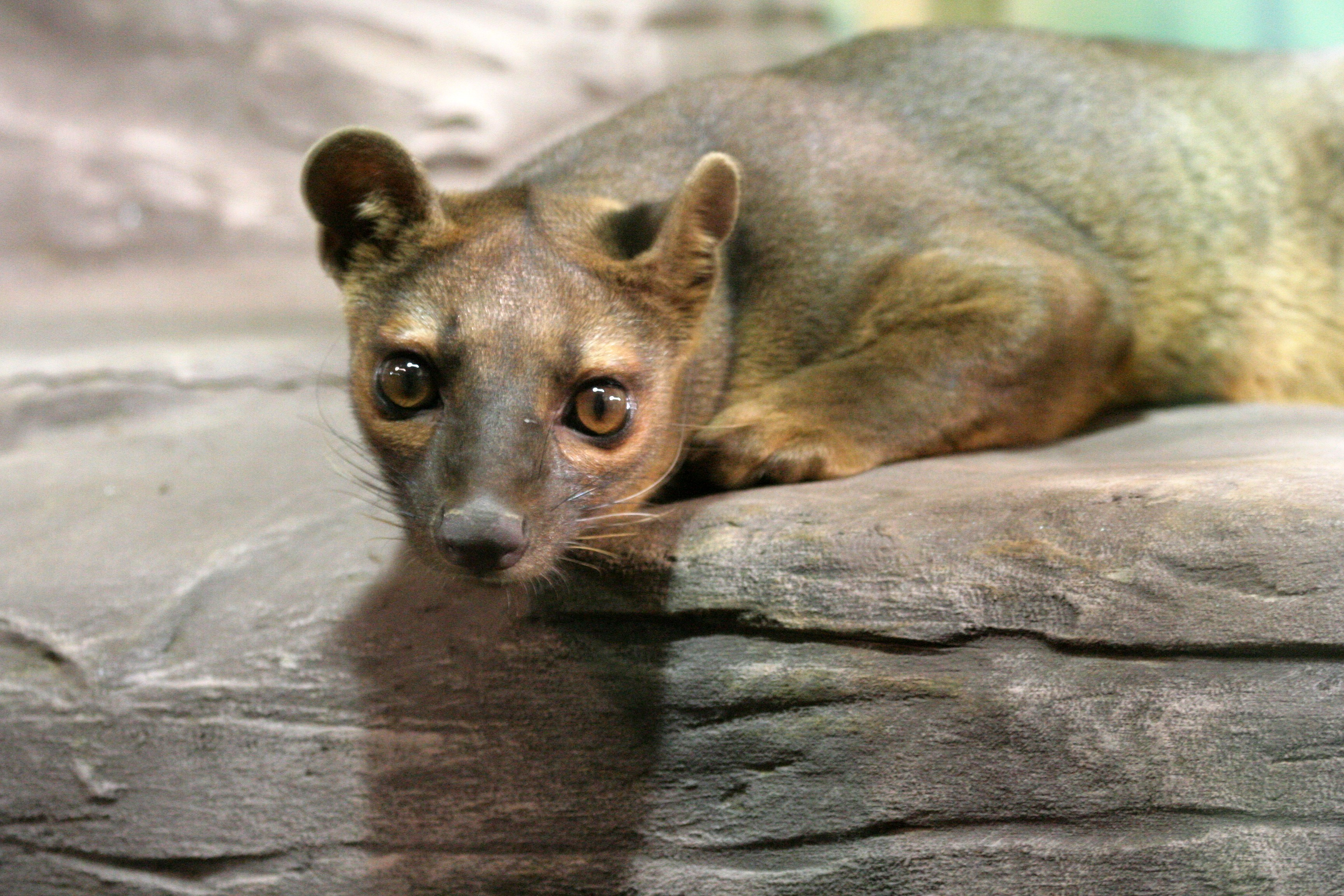
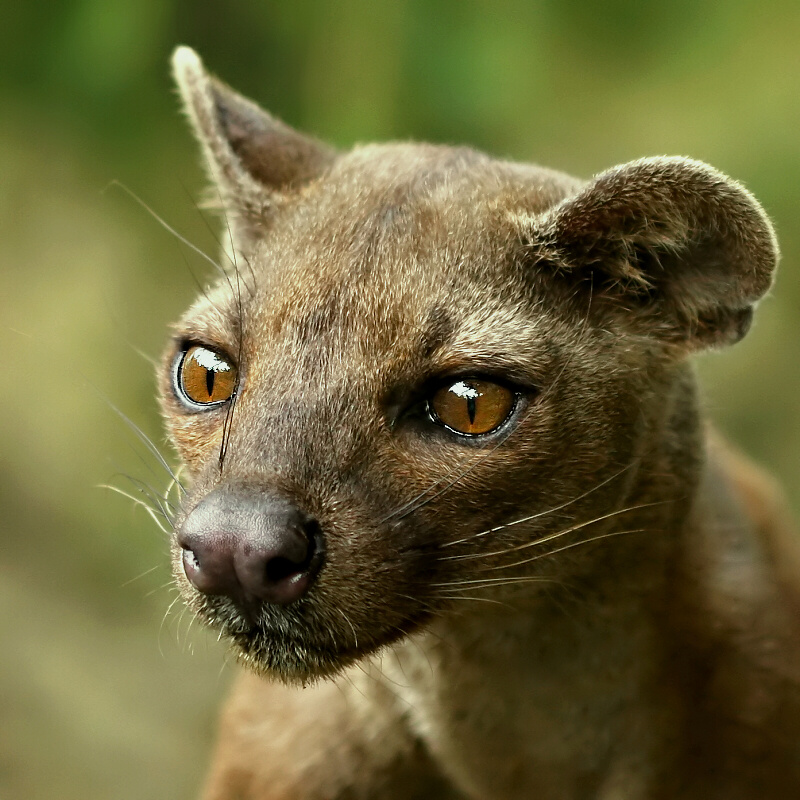
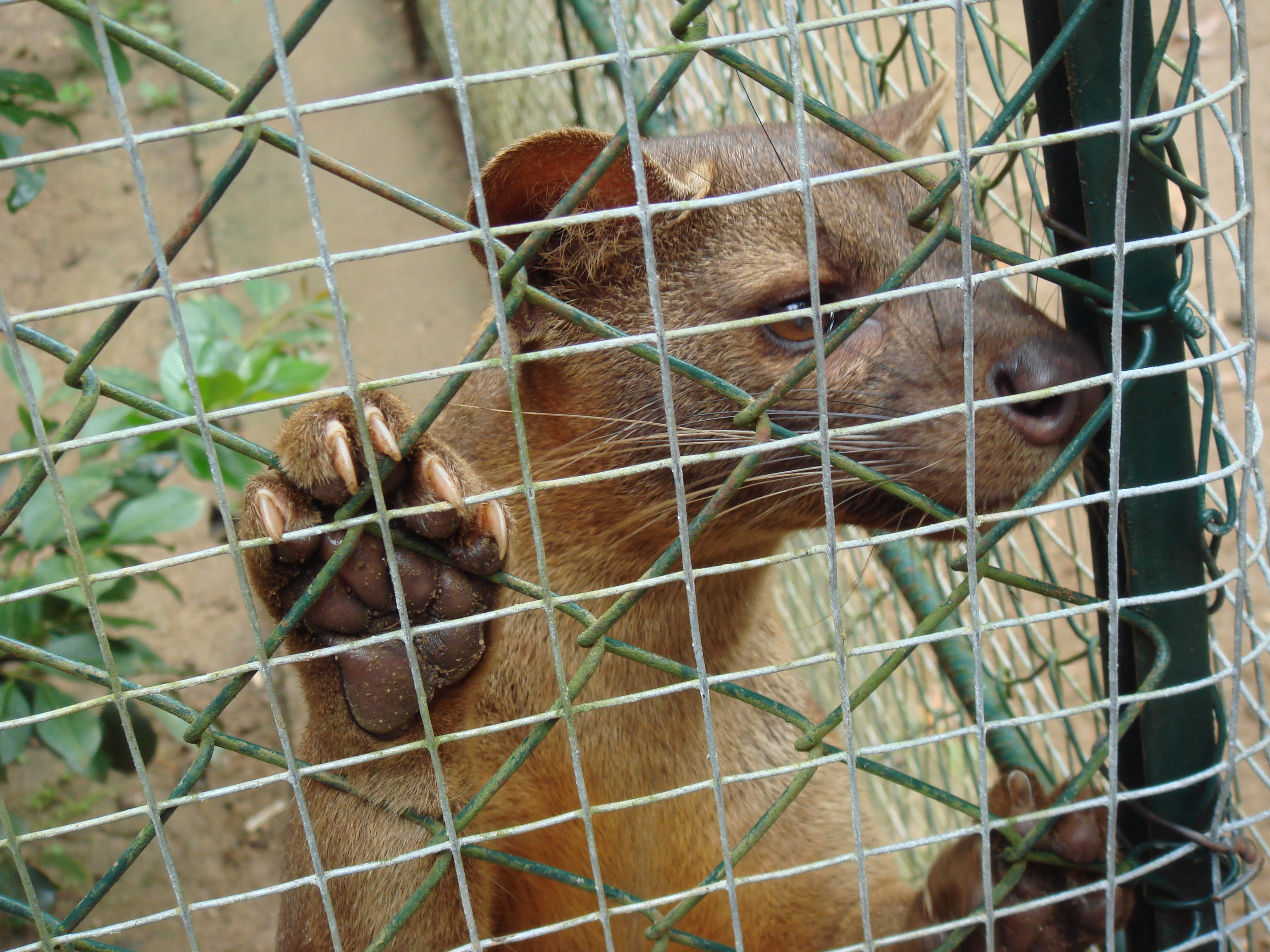
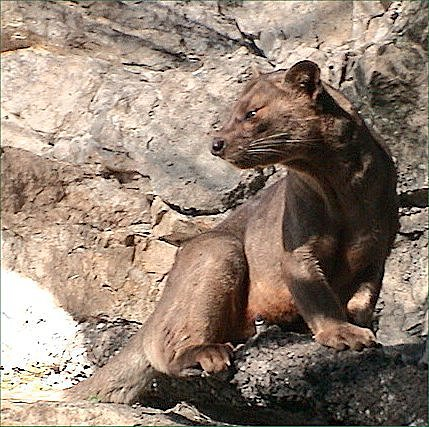
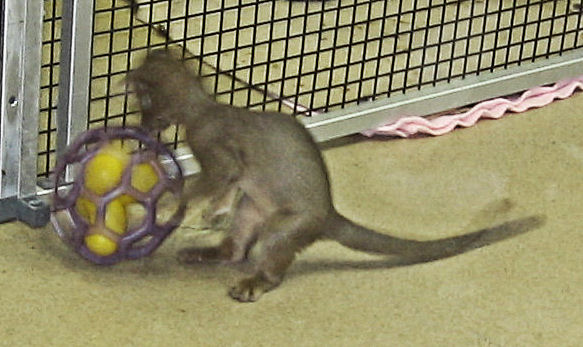
Детёныш фоссы
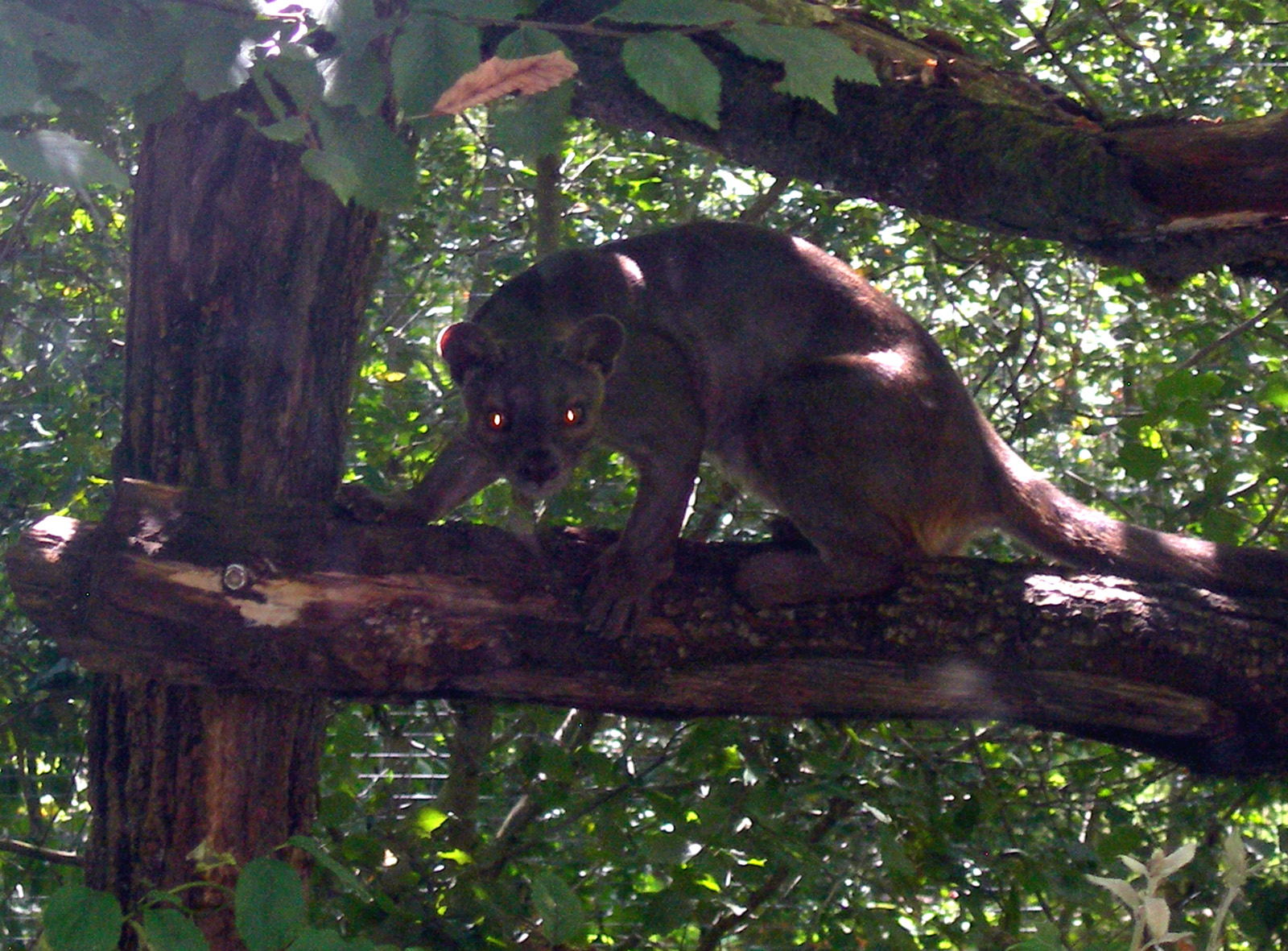
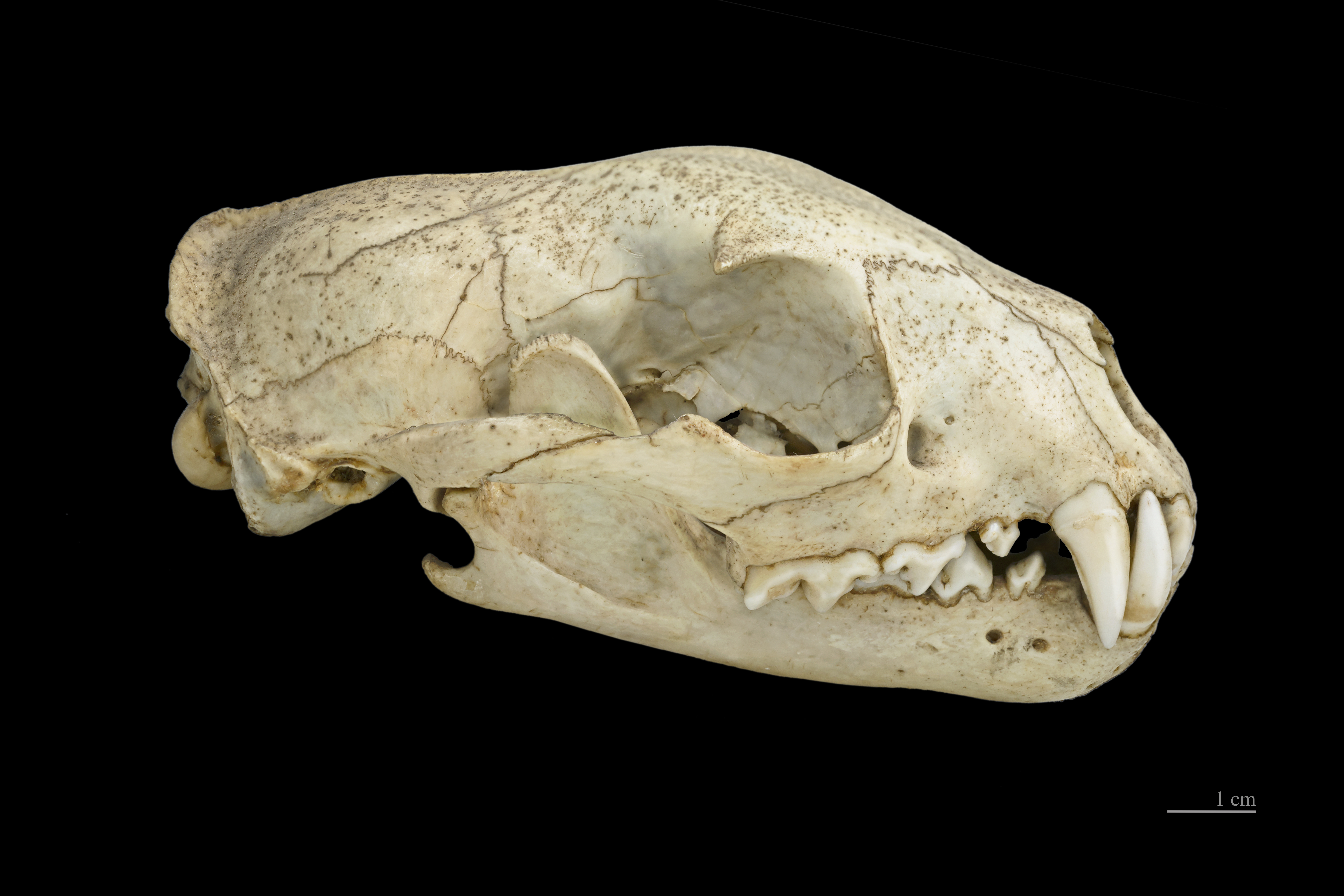
Череп

## Интересные факты
- Дистрибутив Ubuntu 20.04 носит название «Сосредоточенная фосса» (англ. Focal Fossa).
- В мультфильме 2005 года «Мадагаскар» фоссы представлены как основные антагонисты.